# Polyclinum complanatum
Polyclinum complanatum är en sjöpungsart som beskrevs av William Abbott Herdman 1899. Polyclinum complanatum ingår i släktet Polyclinum och familjen klumpsjöpungar. Inga underarter finns listade i Catalogue of Life.